# Snows of Aorangi
Snows of Aorangi ist ein neuseeländischer Kurzfilm von Brian Brake aus dem Jahr 1954.

## Handlung
Der Film stellt Neuseeland vor, zeigt die wilden Flüsse und den Lake Wakatipu im Westen des Landes und die Wintersportgebiete im Süden und Norden. Verschiedene Skihütten werden vorgestellt. Schließlich wird der Aoraki/Mount Cook näher gezeigt. An der Skihütte Almer Hut an der Nordseite des Franz-Josef-Gletschers kommen bei wechselhaftem Wetter, das sich in einen Blizzard verwandelt, der Kanadier Harvey Clifford, der Neuseeländer Peter Lawlor und der Schweizer Hans Rudi Bohny an, die mit ihren Skiern das Gebiet um den Aorangi weiter erkunden wollen. Der Blizzard zwingt sie zu einer Übernachtung in der Skihütte, die über Funk mit anderen Hütten verbunden ist, sodass bald sicher ist, dass die drei ihren Aufstieg am nächsten Tag fortsetzen können. Der nächste Morgen bringt besseres Wetter und die drei erklimmen am Tag einen Gipfel, auf dem Hans jodelt und das Echo dieses Jodeln weiterträgt. Es folgt die anspruchsvolle Abfahrt, vorbei an monumentalen Schneeformationen, bis die drei wieder auf weiten Schneeflächen der Ebene ankommen.

## Produktion
Snows of Aorangi wurde 1953 von Brian Brake gedreht und 1954 fertiggestellt. Der Film erschien erstmals 1955 in Neuseeland; als Werbung für den Wintersport in Neuseeland lief er zudem ab 1954 außerhalb Neuseelands. Die Filmmusik ist Sigismondo d’Indys Symphony on a French Mountain Air, Erzähler des Films war William Austin.

## Auszeichnungen
Snows of Aorangi wurde 1959 für einen Oscar in der Kategorie Bester Kurzfilm nominiert. Es war der erste neuseeländische Film, der eine Oscar-Nominierung erhielt.